# Biophotonique

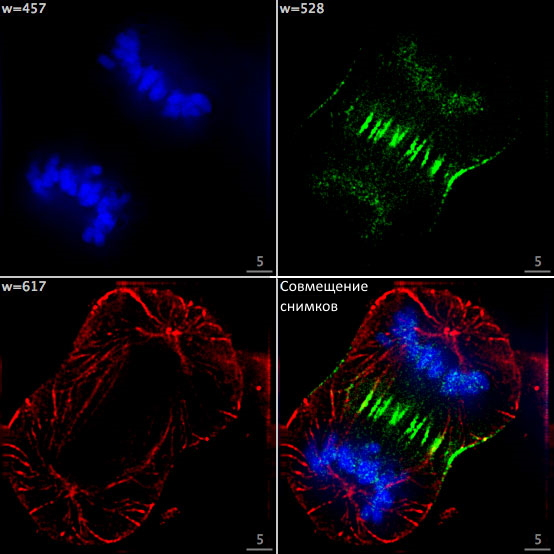
Fluorescence des cellules en division; L'image montre une cellule cancéreuse humaine en division. Pris avec un microscope à épifluorescence. La cellule est fixée et colorée : DAPI (coloration bleue de l'ADN), GFP-INCENP (coloration verte), tubuline (coloration rouge).

La biophotonique concerne l'utilisation de la lumière pour l'analyse d'objets biologiques mais aussi leurs modifications. C'est une nouvelle science qui couple la biologie et la photonique. La photonique est la science qui traite de la génération, la manipulation, et la détection des photons qui sont des "êtres quantiques". Ces êtres quantiques lorsqu'ils se propagent sont représentés par une onde (voir Indice de réfraction), plus exactement une onde électromagnétique. Dans le cas de la biophotonique, on  se limite à la fenêtre de l'eau où l'absorption est faible, qui est la partie ultraviolette, visible et proche infrarouge. Cette fenêtre nommée UV-Vis-NIR correspond  au spectre électronique. Lorsque ces êtres quantiques sont mesurés, ils sont alors représentés par un corpuscule ou une particule et on parle alors de Dualité onde-particule. Au départ la photonique a été pensée comme une image de l'électronique en considérant que les photons allaient jouer un rôle central dans les technologies comme les électrons qui sont aussi des êtres quantiques mais eux, ont une masse et une charge électrique (et ne vont pas à la vitesse de la lumière). Ce spectre électronique est la partie des ondes électromagnétiques qui interagissent avec les électrons de valence de manière très particulière. Il est bordé par les UV du vide et les rayons X que l'on nomme rayonnements ionisants qui provoquent des ionisations) et sont très nocifs. La fenêtre UV-Vis-NIR correspond aux transitions électroniques et à divers types de déplacement d'électron. Le vivant utilise beaucoup ces formes de conversion d'énergie entre ces deux types d'êtres quantiques, par exemple la photosynthèse, les mécanismes moléculaires de la vision, la synthèse de la vitamine D... Une des problématiques centrales de la biophotonique est de quantifier les "effets secondaires" des rayonnemenst UV-Vis-NIR sur le vivant de l'échelle moléculaire (p. ex. photolyse) jusqu'aux échelles écologiques. 

## Historique
La biophotonique n'est pas seulement une forme de juxtaposition (pluridisciplinarité) ou d'intersection (interdisciplinarité) de ces deux sciences mais vise la transdisciplinarité. Pour situer la biophotonique dans une large perspective, on peut consulter l'Histoire de l'optique, la Chronologie de la biologie et l'Histoire de l'histoire naturelle notamment les sections sur la microscopie optique. On pourrait croire que la biophotonique a toujours existé comme une partie de la biologie ou une partie de l'optique mais en fait, la prise de conscience de l'émergence d'une nouvelle discipline avec sa propre culture métissée s'est effectuée en juin 1989 par le fait éditorial d'avoir groupé 22 articles pour la première fois dans une revue reconnue. La publication groupée de 22 articles sur les propriétés optiques des tissus des mammifères a été un marqueur décisif.

Dans l'histoire de la biophotonique française, on peut repérer trois étapes:
- 1994, la période des pionniers (ceux qui ont commencé en même temps que les américains) et qui ont par exemple créé la première conférence francophone en biophotonique dès 1994[2]
- 2003, la période de structuration nationale avec par exemple la création du GDR CNRS Microscopie Fonctionnelle du Vivant[3], et la période où émerge des formations universitaires avec le premier master de Biophotonique ("Biophotonique de la cellule et des systèmes intégrés") pour des biologistes et des médecins de l'Université de Saint-Étienne[4] validé par le Ministère en 2003[5].
- 2005, l'impact chez les responsables politiques[6] notamment ce discours du Président Chirac d'avril 2005 où il cite la Biophotonique et qui a conduit à la multiplication d'équipes au label "biophotonique" dans de nombreux laboratoires de recherche.

La biophotonique n'est pas seulement l'étude de phénomènes liés aux sciences du vivant utilisant l'optique et la photonique. Ainsi la biophotonique a aussi apporté de nouvelles voies en optique par exemple via l'utilisation des connaissances d'objets biologiques sur la structuration de la matière vivante générant des interférences (voir par exemple Cristal photonique). On constate donc que le couplage entre les deux anciennes disciplines académiques a lieu dans les deux sens. Finalement le cœur de la biophotonique est l'étude de l'interaction entre la lumière et le vivant. Dans la liste non exhaustive ci-dessous, les grands domaines applicatifs de la biophotonique apparaissent.

## Sous-domaines de la biophotonique en suivant le schéma des spécialités de médecine

### Par pratique
- La parte biophotonique de la radiologie :
  - Les spécialités de l'imagerie médicale, des bio-imageries et du traitement d'images nécessitant des connaissances en biologie pour analyser et traiter les images
  - Radiothérapie, Photochimiothérapie: traitement des tumeurs par la lumière
- Les utilisations de la lumière comme "médicament" par exemple la luminothérapie
- Les utilisations de la Photosensibilité

### Par type de modèle
- Biophotonique végétale qui présente de nombreuses spécificités (photosynthèse, phototropisme, grandes différences d'indice de réfraction, présence de nombreux pigments, présence de cristaux...)
- Biophotonique animale

### Par organe
- La neurophotonique
- L'ophtalmologie
- La biophotonique de la peau, des muqueuses et des phanères (ongles, cheveux, poils), qui est une partie de la dermatologie et de la cosmetologie

## Sous-domaines de la biophotonique classés par techniques
La biophotonique présente trois grands domaines: 
 (i) soit on désire analyser des objets biologiques et donc minimiser les modifications induites par les rayonnements, 
(ii) soit modifier ces objets biologiques, 
(iii) soit utiliser les structurations chimiques (i.e. hémoglobine) et/ou physiques (i.e. iridescence) du vivant pour modifier le comportement de la lumière.
En biophotonique les sous-domaines sont souvent classés par technique.

### Les microscopies optiques
Au-delà du microscope optique, un des champs les plus considérables concerne les microscopies.  La biophotonique traite aussi du développement d'outils en microscopie optique pour l'imagerie de cellules vivantes et de tissus. Son avantage, par rapport à d'autres techniques, est l'accès à une imagerie biologique dans des conditions physiologiques.
Les développements actuels ,
visent à accéder à de meilleurs composants optiques et à de nouveaux contrastes optiques pour atteindre par exemple une meilleure sensibilité, ou une meilleure résolution optique afin de descendre vers la résolution nanométrique (on parle alors non plus de microscopie mais de Nanoscopie).
Les contrastes optiques utilisés sont principalement l'Absorption (optique), la fluorescence, la fluorescence à deux photons, l'optique non-linéaire (génération de seconde harmonique, de troisième harmonique..), et les différences d'Indice de réfraction...
Un des obstacles de ces techniques est notamment le photoblanchiment.

### Lestomographiesoptiques
- Tomographie optique diffuse (en diffuse optical imaging and tomography, DOI, DOT)[9]
- Tomographie en cohérence, en anglais Optical Coherence Tomography, OCT.

### Les techniques fondées sur les diverses modalités des photoactions
- Les thérapies photodynamiques forment aussi un domaine très actif de la biophotonique,
- Les techniques avec l'utilisation des molécules photoactivables notamment celles libérant du calcium à l'intérieur d'une cellule et manipuler son activité,
- L'Optogénétique
- le domaine des lasers médicaux et de leurs applications, par exemple l'épilation laser ou les techniques de photoablation en ophtalmologie [10]

### Autres développements
- Le formidable développement des sondes nanophotoniques pour biosenseur et le suivi des molécules.
- Le développement de biocapteurs à base de fibre optique qui peuvent aller jusqu'à la mesure in vivo chez l'animal non anesthésié[11], et de bio-puce ou Puce à ADN, permettant la détection ultra-sensible d'entités biologiques sur des puces optiques et/ou électroniques, fait aussi partie de la biophotonique.
- L'endoscopie

## Le cas particulier des études sur la vision, la sensibilité à la lumière et son utilisation
- Les immenses domaines de l'ophtalmologie et des éclairages
- La vision dans le monde animal
- Les liens entre la lumière et le monde végétal, par exemple la photosynthèse qui existe aussi chez certains animaux comme Elysia chlorotica) et qui a initié le domaine de la photosynthèse artificielle
- L'utilisation de la lumière par l'ensemble des êtres vivants comme le photopériodisme ou dans la communication par des signaux lumineux

## Autres
- L'exobiologie du fait que l'on mesure les rayonnements émis des planètes en essayant de détecter une activité biologique.